# Breeding back
Il breeding back è una forma di selezione artificiale data da allevamento selettivo di animali domestici, nel tentativo di ottenere una razza animale con un fenotipo simile a un antenato di tipo selvatico, di solito uno estinto. Il breeding back non deve essere confuso con la dedomestication, che è il concetto opposto all'addomesticamento.
Si deve tenere presente che una razza creata con il breeding-back può essere molto simile in fenotipo, nicchia ecologica e, in una certa misura genetica, all'animale selvatico estinto ma il patrimonio genetico iniziale di tale animale è stato perduto per sempre con la sua estinzione. Dal momento che un animale selvatico estinto non può essere resuscitato attraverso il solo allevamento selettivo, non è possibile per un tentativo di breeding back ricreare realmente l'animale target. Inoltre anche l'autenticità esteriore di un animale bred-back dipende dalla qualità del bestiame utilizzato come base del progetto. Di conseguenza, alcune razze come il Bovino di Heck sono, nella migliore delle ipotesi, vaghi sosia dell'uro, animale selvatico estinto.

## Descrizione
Poiché molte specie domestiche mostrano comportamenti derivati dai loro antenati selvatici (come l'istinto di pastore del bestiame o l'istinto sociale dei cani), e sono adatte a sopravvivere al di fuori della sfera dell'interferenza umana, si può presumere che gli animali "ricreati" possano essere in grado di comportarsi come i loro antenati selvatici. Ad esempio, si presume che le preferenze alimentari siano in gran parte le stesse negli animali domestici e nei loro antenati che vivevano in ambienti selvatici.
Le razze riprodotte sono desiderabili nella biologia della conservazione, in quanto possono colmare un vuoto ecologico lasciato aperto dall'estinzione di un tipo selvatico a causa delle attività umane. Finché la preferenza alimentare, il comportamento, la robustezza, la difesa contro i predatori, gli istinti di caccia o di foraggiamento e il fenotipo sono gli stessi del tipo selvatico, il fenotipo riprodotto funzionerà in modo simile nell'ecosistema. Rilasciare tali animali in natura riempirebbe nuovamente la nicchia precedentemente vuota e consentirebbe di ristabilire una dinamica naturale tra le varie specie dell'ecosistema. Tuttavia, non tutti i tentativi di riproduzione possono tradursi in un animale più vicino al tipo selvatico rispetto alle razze domestiche primitive. Ad esempio, il bestiame Heck ha meno somiglianza con l'uro rispetto a molti bovini da combattimento iberici.

## Esempi

### Uro

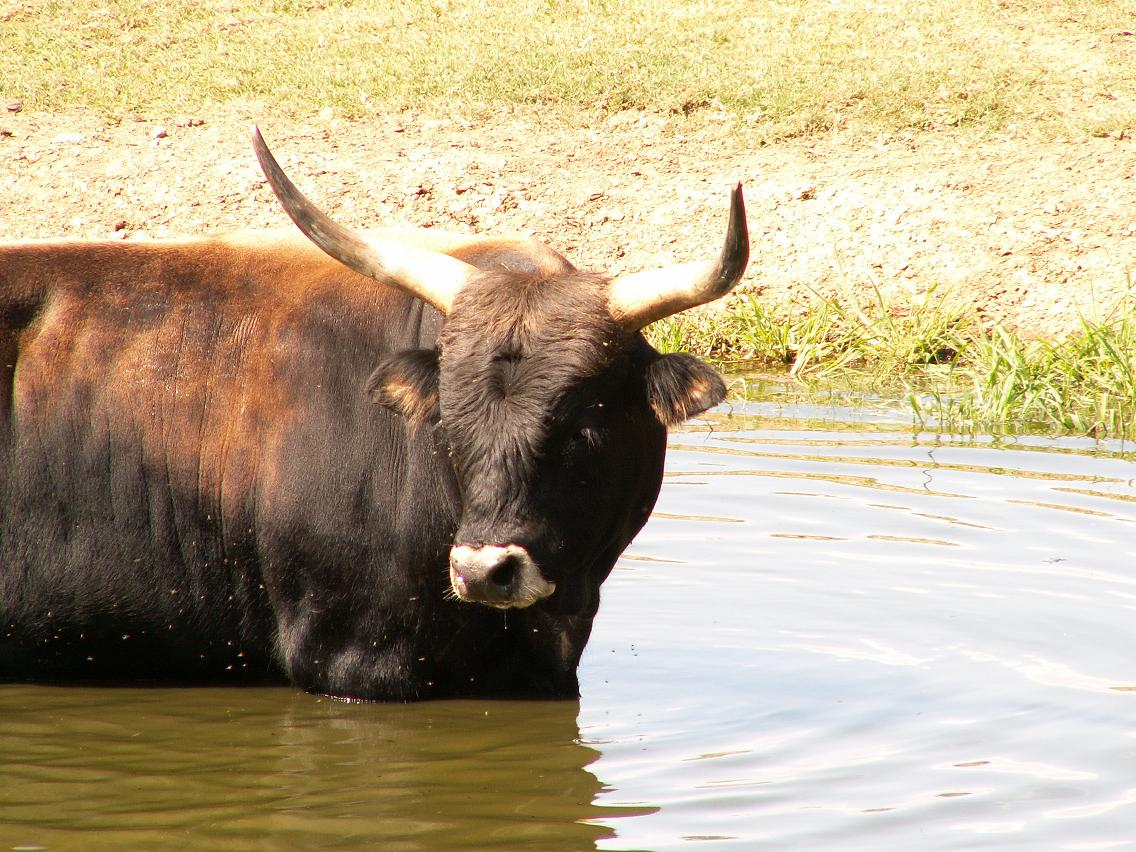
Bovino di Heck

Le idee per creare un animale simile all'uro da bovini domestici sono in circolazione dal 1835. Negli anni '20, Heinz e Lutz Heck hanno cercato di allevare un animale simile, utilizzando razze da latte dell'Europa centrale e bovini dell'Europa meridionale. Il risultato, i bovini di Heck, sono resistenti, ma differiscono dagli uri per molti aspetti, sebbene sia stata raggiunta una somiglianza nel colore e nelle corna. Dal 1996 in poi, i bovini Heck sono stati incrociati con razze iberiche "primitive" come i bovini Sayaguesa e i bovini da combattimento, nonché con la razza Chianina italiana. Un altro dei progetti per ottenere un tipo di bestiame che assomigli all'uro è il progetto TaurOs, utilizzando razze primitive e resistenti dell'Europa meridionale, insieme a bovini delle Highland scozzesi. Questi bovini Tauros sono destinati ad essere stabiliti in varie riserve naturali europee.

### Cavallo selvaggio europeo

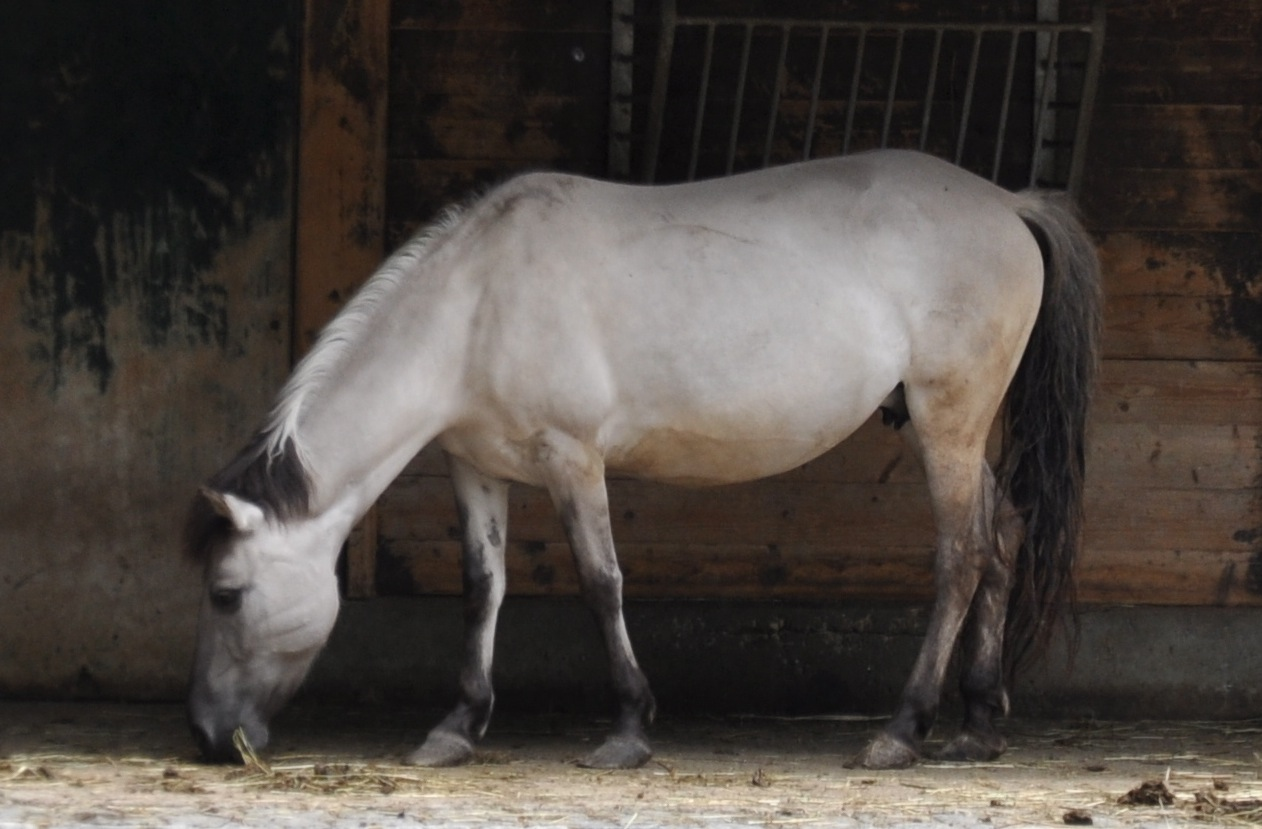
Cavallo di Heck

Tadeusz Vetulani ha avviato un esperimento per ricostruire il Tarpan utilizzando il Koniks; alla fine, il suo ceppo ha dato solo un contributo minore all'attuale popolazione Konik.
Durante la seconda guerra mondiale, i fratelli Heck incrociarono Koniks con cavalli e pony di Przewalski, come il cavallo islandese e il pony Gotland; il risultato è ora chiamato Heck Horse. Negli ultimi decenni, i cavalli Heck sono stati continuamente incrociati con i Konik, rendendo i due fenotipi quasi indistinguibili, tranne per il fatto che il cavallo Heck tende ad avere una corporatura più leggera.
Oltre ai cavalli di tipo Konik, anche l'Exmoor Pony, che vive ancora in uno stato semi-selvaggio in alcune parti dell'Inghilterra meridionale, è stato affermato essere più vicino al cavallo selvaggio europeo, poiché porta la primitiva colorazione pangaré e ha alcune somiglianze con i cavalli delle pitture rupestri di Lascaux.

### Maiali ibridi

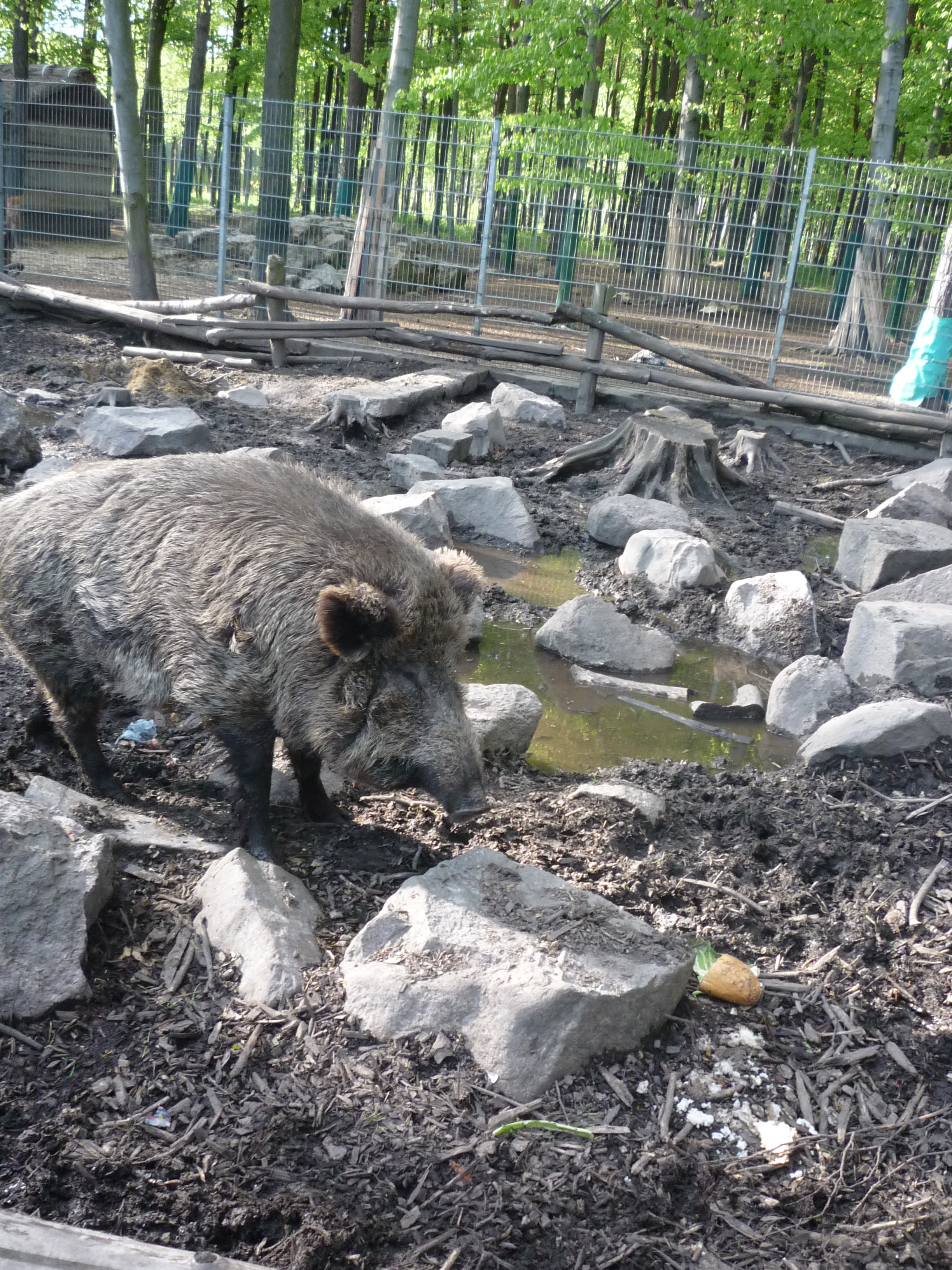
Ibrido cinghiale-maiale

Gli ibridi cinghiale-maiale, che sono ibridi di cinghiali e maiali domestici ed esistono come specie invasive in tutta l'Eurasia, nelle Americhe, in Australia e in altri luoghi in cui i coloni europei hanno importato cinghiali da utilizzare come selvaggina, sono utilizzati anche per l'allevamento selettivo ricreando il tipo di maiale rappresentato nelle opere d'arte preistoriche risalenti all'età del ferro e prima nell'Europa Antica. Un progetto per crearli, sotto il nome di maiale dell'età del ferro, è iniziato all'inizio degli anni '80 incrociando un cinghiale maschio con una scrofa Tamworth per produrre un animale simile a quello che si presume fosse il maiale ai tempi dell'età del ferro. I maiali dell'età del ferro sono generalmente allevati in Europa solo per il mercato delle carni speciali e, in linea con la loro eredità, sono generalmente più aggressivi e più difficili da gestire rispetto ai maiali domestici di razza pura.

### Quagga

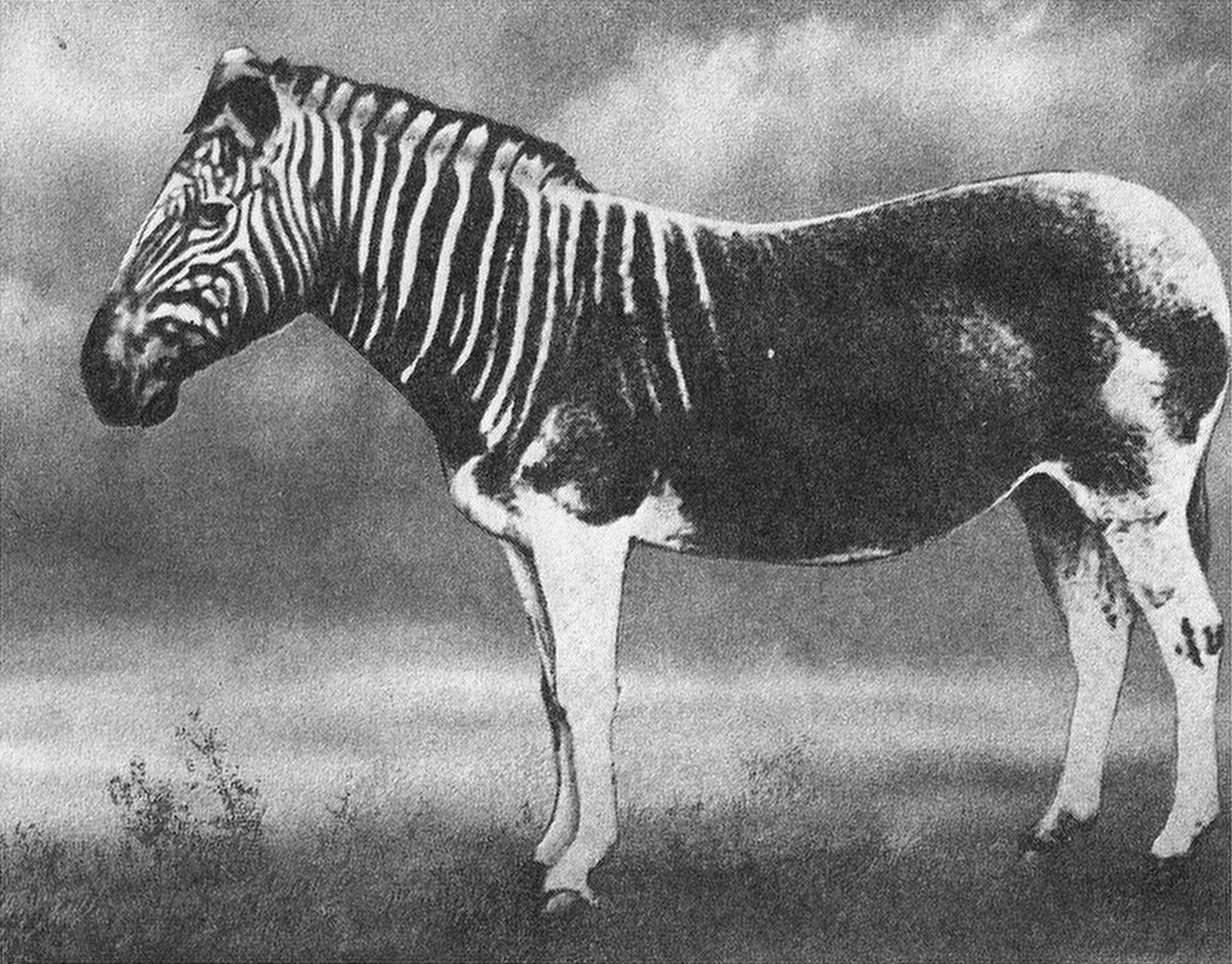
Quagga

Il Progetto Quagga è un tentativo, con sede in Sud Africa, di allevare animali che assomiglino fortemente all'ormai estinto quagga, una sottospecie della zebra delle pianure estintasi nel 1883. Di conseguenza, il progetto si limita a selezionare in base all'aspetto fisico dell'originale, come registrato da 23 esemplari montati, molte illustrazioni contemporanee e una serie di resoconti scritti su tali animali. Nella sua quarta iterazione di allevamento, il Progetto Quagga ha portato a puledri che mostravano leggere striature sulle zampe posteriori e sul corpo, anche se il colore di fondo marrone originale del quagga estinto non è ancora stato raggiunto. Questi animali sono stati chiamati "Rau quaggas", dal nome del fondatore del progetto Reinhold Rau.

### Lupo

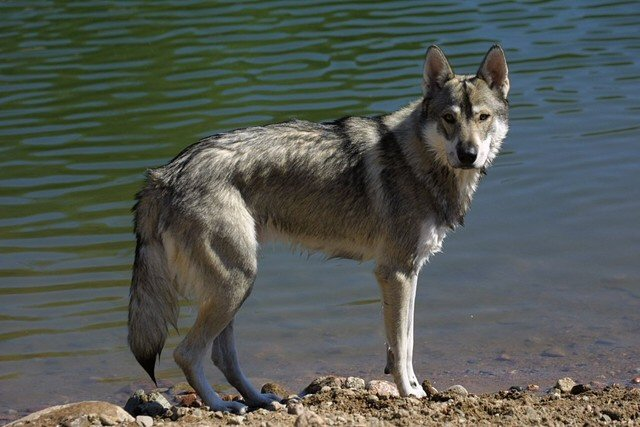
Un cane Tamaskan, allevato per assomigliare visivamente a un lupo

Sebbene il lupo, l'antenato selvatico dei cani domestici, non sia estinto, il suo fenotipo è l'obiettivo di diverse razze in via di sviluppo tra cui il cane Inuit del Nord e il cane Tamaskan. Sono tutti incroci di pastore tedesco, Alaskan Malamute e husky, selezionati per le caratteristiche fenotipiche del lupo. Queste nuove razze possono essere viste anche come tentativi di breeding-back. Il Dire Wolf Project, iniziato nel 1988, mira a riportare in vita un lupo che somigli esteticamente all'estinto enocione preistorico, allevando diverse razze di cani domestici che gli somigliano.